# Shiho Niiyama
Shiho Niiyama (jap. 新山 志保 Niiyama Shiho; ur. 21 marca 1970, zm. 7 lutego 2000) – japońska aktorka głosowa. Najbardziej znana jako Seiya Kō / Gwiezdna Czarodziejka Walki w Sailor Moon Sailor Stars. Była związana z agencją Aoni Production aż do śmierci. Zmarła w wieku 29 lat na raka.

## Role głosowe
- Sailor Moon Sailor Stars jako Seiya Kō (Gwiezdna Czarodziejka Walki)
- Sailor Moon SuperS jako Fuyumi
- Agent Aika jako Blue delmo Valerie
- Piłka w grze jako Hiroko
- Battle Athletes jako Dorm Chief
- Captain Tsubasa J jako matka Tsubasy Ōzora
- Chibi Maruko-chan jako Sakada no Jiisan no Tsuma
- Clamp Gakuen tanteidan jako Suou Takamura
- Fatal Fury: The Motion Picture jako Myonsaku Kim
- Gokinjo Monogatari jako Risa Kanzaki
- Hakugei: Legend of the Moby Dick jako Atore
- Marmalade Boy jako Doris
- Nanatsu no Umi no Tico (odc. 36)
- Perfect Blue (movie) jako Rei
- Kronika wojny na Lodoss jako Deedlit
- Soreike! Anpanmanjako Kobachu-chan
- Vampire Princess Miyu (odc. 17) jako żona Tachikiego
- You’re Under Arrest (odc. 46) jako Hidenori